# Richard Kiepert
Richard Kiepert (13 septembre 1846 – 4 août 1915) est un géographe et cartographe allemand. 

## Biographie
Fils du célèbre géographe Heinrich Kiepert (1818-1899), Richard Kiepert étudie la géographie et l'histoire à Berlin puis à Heidelberg, et en 1874, reçoit son doctorat de philosophie à l'Université d'Iéna.
Kiepert prépare ses cartes à partir de données accumulées par des explorateurs allemands de l'Afrique, tels que Friedrich Gerhard Rohlfs (1831-1896) et Heinrich Barth (1821-1865). De 1874 jusqu'en 1878, il travaille sur la compilation de l'atlas de la Chine de Ferdinand von Richthofen, et de 1875 à 1887 il est rédacteur en chef du périodique géographique Globus (de). Parmi ses autres travaux importants, on retrouve les ouvrages sur la géographie africaine que sont Deutscher Kolonialatlas et Spezialkarte von DeutschOstafrika. De 1902 à 1908 il travaille sur le Spezialkarte von Kleinasien, une carte de l'Asie mineure, qui a été créée sur une échelle de 1:400000. Après la mort de son père en 1899, il poursuit les travaux de ce dernier sur le classique Formae Orbis Antiqui.
En 1908, Kiepert reçoit la médaille Carl-Ritter (de) de la Geographical Society of Berlin, et en 1913, il reçoit le titre de professeur honoraire.